# Rue de Fragnée
La rue de Fragnée est une rue de la ville belge de Liège faisant partie du quartier administratif des Guillemins.

## Toponymie
Le nom de Fragnée viendrait du latin fraxinus signifiant frêne, arbre encore aujourd'hui présent dans les jardins du quartier. L’appellation est très ancienne et s'orthographia Frangeis, Fraingneez et Fraignée, apparaissant sur le testament de Notger au début du XIe siècle.

## Localisation
Cette longue artère plate et rectiligne se trouve sur la rive gauche de la Meuse et à l'arrière du quai de Rome qui borde le fleuve.
Large d'environ 12 m et longue de 715 m, elle applique un sens de circulation automobile uniquement du sud vers le nord (Général Leman vers Blonden) excepté depuis 2015 entre le quai de Rome et la nouvelle rue Jean Gol où la circulation est autorisée dans les deux sens.

## Activités
La rue de Fragnée est à la fois une rue commerçante (plusieurs commerces dont une grande surface), administrative (Tour Paradis, plusieurs écoles : Athénée royal de Fragnée, ICADI, école Sainte-Marie) et résidentielle.

## Patrimoine
- La résidence Petit Paradis à l'angle avec le quai de Rome (Art déco).
- La Tour Paradis, le plus haut immeuble de Liège.
- Maisons avec quelques éléments art nouveau au n°17 (mosaïque), au n°35, 37 (1912, architecte M. Collin)[2]. et aux nos 59/61.
- Maisons avec éléments Art déco au nos 39, 141 et 145.

## Rues adjacentes
- Avenue Blonden
- Quai de Rome
- Rue Jean Gol
- Rue Albert de Cuyck
- Rue de l'État-Tiers
- Rue Dossin
- Rue des Rivageois
- Rue de Harlez
- Rue Lesoinne
- Rue Auguste Buisseret
- Rue Varin
- Place du Général Leman